# Лувель, Луи
Луи Пьер Лувель (фр. Louis Pierre Louvel; 7 октября 1783, Версаль — 7 июня 1820, Париж) — французский ремесленник, противник монархии Бурбонов (по разным сведениям, республиканец или бонапартист), убийца Шарля-Фердинанда, герцога Беррийского — младшего сына графа д’Артуа (будущего Карла X).

## Биография
Сын купца, изучил седельное мастерство, служил в артиллерии. Ещё когда в 1814 году Людовик XVIII высадился во Франции после отречения Наполеона I, Лувель совершил поездку в Кале с аналогичной целью покушения на представителя Бурбонов. Политические события Реставрации возбудили в нём ещё большую ненависть к династии.
Исходя из распространенной в некоторых антироялистских кругах идеи, что конец монархии положит пресечение правящей династии, Лувель решил убить герцога Беррийского как единственного представителя её старшей линии, способного произвести потомство. Смертельно ранил его шилом при выходе из оперного театра вечером 13 февраля 1820 года; тот умер на следующий день. Лувель был приговорён к смертной казни и обезглавлен на гильотине.
Акт Лувеля оказался бесплоден — вдовствующая герцогиня родила посмертного сына, Генриха, герцога Бордоского, а династию Бурбонов свергла Июльская революция.